# Wassili Wassiljewitsch Kühner
Wassili Wassiljewitsch Kühner (russisch Василий Васильевич Кюнер/Wassili Wassiljewitsch Kjuner; * 13. April 1840 in Stuttgart; † 21. Juli 1911 in Riga) war ein russischer Komponist.
Kühner studierte am Stuttgarter Konservatorium, am Pariser Konservatorium und am Sankt Petersburger Konservatorium. Von 1870 bis 1876 leitete er eine Musikschule in Tbilissi. Seit 1878 lebte er in St. Petersburg, wo er 1892 eine Musikschule eröffnete. Er komponierte eine Oper, zwei Sinfonien, kammermusikalische Werke und Klavierstücke.

## Quelle
- Alfred Baumgartner (Hrsg.): Propyläen – Welt der Musik: Die Komponisten. Ein Lexikon in 5 Bänden, Band 3, Berlin, Frankfurt 1989, ISBN 3-549-07833-1, S. 336

| Personendaten    | Personendaten                                                                         |
| ---------------- | ------------------------------------------------------------------------------------- |
| NAME             | Kühner, Wassili Wassiljewitsch                                                        |
| ALTERNATIVNAMEN  | Кюнер, Василий Васильевич (russisch); Kjuner, Wassili Wassiljewitsch; Kühner, Wilhelm |
| KURZBESCHREIBUNG | russischer Komponist                                                                  |
| GEBURTSDATUM     | 13. April 1840                                                                        |
| GEBURTSORT       | Stuttgart                                                                             |
| STERBEDATUM      | 21. Juli 1911                                                                         |
| STERBEORT        | Riga                                                                                  |